# Шайтанка (верхний левый приток Туры)
Шайтанка (в верховье Большая Шайтанка) — река в Свердловской области России. Устье реки находится в 418 км по левому берегу реки Тура. Длина реки составляет 44 км, водосборная площадь — 480 км². Протекает в направлении с северо-востока на юго-запад. Имеет правый приток — Малую Шайтанку.

## Данные водного реестра
По данным государственного водного реестра России относится к Иртышскому бассейновому округу, водохозяйственный участок реки — Тура от впадения реки Тагил и до устья, без рек Тагил, Ница и Пышма, речной подбассейн реки — Тобол. Речной бассейн реки — Иртыш.
Код объекта в государственном водном реестре — 14010502312111200006206.